# 恐れず来たれ、聖徒
恐れず来たれ、聖徒（おそれずきたれ、せいと。英原題： Come, Come, Ye Saints）は末日聖徒イエス・キリスト教会（通称、モルモン教会）の賛美歌の一つである。現在の日本語版歌集（1989年）では17番の歌。日本基督教団の『讃美歌第二編』（1967年）では、187番「聖徒よ、よろこびもて」との題名で収録されている（後述の通り、歌詞は異なる）。

## 概要
「Come, Come, Ye Saints」 は1846年4月15日、モルモン開拓者の一人、ウィリアム・クレイトン（w:William Clayton (Mormon), 1814年 - 1879年）によって作詞された。作歌当初の題名は「すべては善し」（英： All is Well）であり、アメリカの既存の賛美歌曲に新しい歌詞を付けたものであった。
作詞当時、末日聖徒イエス・キリスト教会（以下、教団と略す）は迫害を受け、拠点だったイリノイ州ノーブー（w:Nauvoo, Illinois）からアメリカ大陸西部（現・ユタ州）へ移動中であった。クレイトンは妻らをノーブーに残し、第1先遣隊の一員として旅の途上にあり、アイオワ州ロカスト・クリーク（Locust Creek）に滞在していた。そこへ、妻の Diantha から、男児を無事出産した旨の手紙が届いた。クレイトンは大変喜び、すぐに 「Come, Come, Ye Saints」 を書き上げたという。
歌詞の要約は以下の通り。各節は「すべては善し」で締められている。
（第1節）　聖徒（教団会員のこと）よ、神の恵みを信じて、恐れずに進もう。
（第2節）　我々の運命を嘆くな。神は我々をお見捨てにならない。
（第3節）　遥か西部に、神が用意された安全な土地が見つかるだろう。
（第4節）　旅の途中で死んでも、無事に生き延びられても、「すべては善し」。
この歌はモルモン開拓者の間で広く歌われるようになり、モルモン開拓者の労苦と信仰を偲ぶ歌として、1851年以降に教団が発行したすべての賛美歌集に収録されている。最新の英語版歌集（1985年版）では、30番の歌である（男声合唱版は326番）。なお、プロテスタント教会の歌集でも、歌詞から（特に第3節の）モルモン的要素を除去した上で、「Come, Come, Ye Saints」 を掲載している例がある。
原詞詞名（初行）Come, come, ye Saints
曲名（チューンネーム）ALL IS WELL
ミーター10.6.10.6.8.8.8.6

## 日本語訳について
1905年（明治38年）、教団による最初の日本語訳賛美歌集『末日聖徒讃美歌』が発行されたが、当初の日本語歌詞は元の曲に合わせて歌えなかったため、当時の伝道部長ホレス・S・エンサインによるオリジナル曲が付けられた（末日聖徒イエス・キリスト教会賛美歌#日本語版歌集を参照）。「Come, Come, Ye Saints」 は54番の歌として収録され、「きたれせいとよ くをおそれずに」で始まる歌詞（第1節-第3節）が付けられていた。
1915年（大正4年）、『末日聖徒讃美歌』が改訂され、日本語歌詞が英語版と同じメロディーで歌えるようになった。「Come, Come, Ye Saints」は「恐るな、聖徒よ」との題名で収録された（82番の歌）。その後、1960年の歌集で23番の歌「恐れず来たれ聖徒」（題名に読点が入らない）となり、現在の歌詞となった。現行歌集（1989年版）17番の歌との相違は、題名の読点と歌詞の漢字表記のみである。
一方、日本基督教団（合同教会、プロテスタント系）は各国の賛美歌を広く収録した『讃美歌第二編』を1967年に発行した。「Come, Come, Ye Saints」は福音唱歌の一つに含められ、187番の歌「聖徒よ、よろこびもて」として収録された（小林望 訳）。『讃美歌第二編略解』（1983年版）によれば、J.F.グリーン（Joseph F. Green, 1924年- ）による改変歌詞を原典としており、末日聖徒イエス・キリスト教会版の歌詞とは内容がかなり異なる。グリーンによる歌詞は、例えば原作の第3節と第4節が合体しており、（西部の土地ではなく）神が用意された休息が見つかるだろう、と歌う。この歌は、日本基督教団の後継歌集『讃美歌21』（1997年）には収録されなかった。

## 関連記事
- 末日聖徒イエス・キリスト教会
- モルモン開拓者